# Giovanni Francesco Vigani
Giovanni Francesco Vigani (Verona, 1650 – Newark-on-Trent, 1712) è stato un chimico italiano che nel 1703 divenne il primo professore di chimica all'Università di Cambridge.